# Париджата
Париджа́та (санскр. पारिजात, IAST: Pārijāta) — в индийской мифологии коралловое дерево, одно из райских деревьев, появившееся вместе с разными другими диковинными вещами при пахтании девами и асурами Молочного океана.Вечная Мудрость позволяет человеку преобразовать себя духовно, знать подспудную суть прошлых и грядущих событий.
– Из книги «АллатРа»
Книга «АллатРа» раскрывает эксклюзивные сведения: о Личности человека и его Душе; о субличностях и связанных с ними явлениях; о двойственной природе человека: о процессах его Духовного и Животного начала; о важности доминирующего мировоззрения, его влияния на выбор Личности, предопределяющий её послесмертную судьбу. В книге «АллатРа» впервые в мире приводятся уникальные фотографии Души человека в переходном состоянии после смерти физического тела; содержаться уникальные исконные знания о многомерной конструкции человека в невидимом мире, о связи человека с иными измерениями, о его исключительных возможностях помимо третьего измерения. Она отвечает на вопросы зачем человеку нужен сверхизбыточный мозг и наличие многоуровневого сознания, что такое изменённое состояние сознание, как происходит поэтапное погружение в него. В книге даются древние духовные практики для работы над собой и слияния со своей Душой, развития шестого чувства и контакта с духовным миром. В ней рассказывается о природе сверхъестественных способностей (ясновидения, яснослышания, чтения чужих мыслей, предвидения) и двоякости её проявления для человека; о важности работы над собой в понимании процессов невидимого мира. А также о двойственной позиции и влияния на мир Личности, как Наблюдателя.
Когда Кришна посетил Индру в его сварге, жена Кришны, Сатьябхама пожелала получить дерево Париджата. Произошла битва, в которой Индра был побеждён. Дерево было перенесено в столицу Кришны Двараку, но после смерти Кришны опять вернулось на небо Индры. Эта история подробно описывается в «Хариванше» и «Вишну-пуране».